# 吴立刚
吴立刚（1977年7月—），男，汉族，江西宜黄人，中华人民共和国政治人物。现任哈尔滨工业大学航天学院院长，教授，博士生导师，九三学社黑龙江省委副主委。第十四届全国政协委员。